# Condessa de Ségur
Sophie Feodorovna Rostopchine, a Condessa de Ségur (São Petersburgo, 1 de agosto de 1799 – Paris, 9 de fevereiro de 1874) foi uma escritora russa, largamente conhecida no século XIX, como autora de obras-primas de literatura infantojuvenil.

## Biografia
A sua família era originária da Mongólia. O pai, conde Fyodor Vasilyevich Rostopchin, era um comandante-geral, e mais tarde foi Ministros das Relações Exteriores da Rússia. Em 1812 era prefeito de Moscovo durante a invasão do exército francês sob o comando de Napoleão Bonaparte. Embora os historiadores discutam a autoria da ideia de atear fogo à cidade, ao seu pai é atribuída a ideia de deixar a cidade arrasada para evitar sua conquista, apesar da oposição dos ricos proprietários. O incêndio e a "terra arrasada" — estratégias de defesa que minaram o exército invasor, forçaram Napoleão a uma retirada desastrosa.
Em 1814 a família Rostopchine foi forçada a partir para o exílio, primeiro dirigindo-se ao ducado de Varsóvia, depois para a Confederação Alemã e península italiana e, finalmente, em 1817, para a França, durante a Restauração dos Bourbon. Ali seu pai estabeleceu um salão, e tanto sua esposa como a filha se converteram ao Catolicismo Romano.
Foi no salão paterno que Sophie conheceu o Conde Eugène Ségur, com quem se casou a 14 de julho de 1819. Foi um matrimônio em grande parte infeliz: seu esposo era ausente, descuidado, além de pobre (até ter se tornado um dos Pares de França, em 1830), e suas visitas ao castelo em Nouettes (próximo a L'Aigle, no Orne), onde morava a esposa, eram bastante inconstantes. A despeito disso, renderam-lhe oito filhos — a ponto de o conde referir-se à esposa como "la mère Gigogne" (ou: "a mãe Matrioska"), numa referência à uma personagem de teatro de 1602: uma mulher enorme, de onde da saia apareciam uma multidão de crianças. Um dos seu filhos foi o bispo Monsenhor de Ségur.
A Condessa de Ségur escreveu seu primeiro conto com a idade de 58 anos.